# Mister Radio
Mister Radio ist der Titel eines stummen Sensationsdramas, das Nunzio Malasomma 1924 für die Berliner Phoebus-Film nach einem Drehbuch, das er zusammen mit Ernest Bouthley verfasst hatte, mit dem italienischen Schauspieler-Artisten Luciano Albertini in der Hauptrolle inszenierte. Titel und Handlungsverlauf heben deutlich ab auf die Begeisterung für das neue Nachrichtenmittel Radio, die seinerzeit weltweit um sich griff.

## Handlung
Der Erfinder Gaston de Montfort hat in jahrelanger Forschungstätigkeit ein innovatives Verfahren entwickelt, das mit Hilfe von Radiowellen Zusammenstöße von Eisenbahnzügen verhindern soll.
“Doktor Radio” nennen ihn deswegen die Leute in der Gegend, in der er zusammen mit seiner Mutter hoch oben auf einem einsamen Felsen lebt. Diese will ihn vor dem Geheimnis bewahren, das den Tod seines Vaters umgibt. Doch die Ankunft des Bankiers Swalzen zwingt ihn, wieder mit der Außenwelt in Verbindung zu treten und sich der Vergangenheit seines Vaters zu stellen.
Er verliebt sich in die Tochter des Mörders seines Vaters und kämpft um ihr gemeinsames Glück.
„Spannungsgeladene Sensationsdarstellung verbindet sich mit atemberaubenden Landschaftsaufnahmen.“

## Produktionsnotizen
Mister Radio war eine Produktion der Berliner Phoebus Film. Die Dreharbeiten fanden in der Sächsischen Schweiz, im Elbsandsteingebirge bei Rathen an der Elbe und in Dresden statt. Die Aufnahmeleitung hatte Gustav Renz. Die Photographie besorgten Willy Großstück und Edoardo Lamberti. Die Bauten entwarf Willi A. Herrmann.
Der ursprünglich 1902 Meter lange Film war viragiert und getönt. Er lag am 7. August 1924 der Reichsfilmzensur vor und wurde unter der Nr. B. 08798 mit Jugendverbot belegt. Die Uraufführung fand am 5. September 1924 in Berlin im Bafag-Theater am Ku'damm statt.
Mister Radio lief auch in Österreich, Dänemark und in Brasilien. Sein späterer Verleihtitel in Österreich lautete Der Zusammenstoß des Nord-Expreß, in Dänemark hieß er Doktor Radio.
Der Film wurde vom Österreichischen Filmmuseum restauriert, so dass er nun wieder aufführbar ist. Die Kopie entstammte den Beständen der Tiroler Verleihanstalt „Waldmüllers Alpenländische Filmzentrale“ in Innsbruck.

## Rezeption
Mister Radio wurde besprochen in: Wiener Kino-Bibliothek (Österreich), Kivur G.m.b.H. i.L., No. 1909, 1925, S. 4.
Der Film-Kurier Nr. 211 vom 6. September 1924 pries den Hauptdarsteller:

„Man kann Albertini den Gentleman unter den Sensationsdarstellern nennen. Nicht alleine daß er den Zuschauer durch seine überragenden artistischen Fähigkeiten fasziniert, er besticht das Auge des Publikums durch die vollendete Eleganz, mit der er seine Parforcestücke vollführt. Es gibt Sensationsdarsteller, angesichts derer man förmlich den Schweiß  riecht, der sie ihre Arbeit gekostet hat. Bei Albertini ist alle Schwere der Materie in spielende Leichtigkeit eingelöst. Und als Schauspieler gewinnt er immer wieder durch die Schlichtheit und Liebenswürdigkeit seines Naturells, das ohne alle Starallüren seine Menschlichkeit auswirkt. Nicht zuletzt ist es der Zauber der Gebirgswelt, der dem Film seine Wirkungskraft verleiht. Eine volle Resonanz beim Publikum ist diesem Film sicher.“

Mister Radio war der erste von drei Filmen, bei denen Nunzio Malasomma als Regisseur mit dem Artisten Albertini zusammenarbeitete. Dieser drehte bei der Phoebus Film in Berlin noch vier weitere Filme.